# Memorial Luiz Cássio dos Santos Werneck
O Memorial Luiz Cássio dos Santos Werneck (Memorial do São Paulo Futebol Clube) foi inaugurado em 1994 com o intuito de preservar a história do São Paulo Futebol Clube, time tricolor da capital paulista. Por meio da exposição, diversos objetos com importância histórica são exibidos aos torcedores e visitantes. É considerado um dos primeiros centros de memória do país e o primeiro memorial de um clube de futebol brasileiro.
Está localizado dentro do Estádio Cicero Pompeu de Toledo (Morumbi), no portão 17. A visita ao memorial é terceirizada e faz parte do roteiro do serviço Morumbi Tour, programa da empresa Passaporte FC, e conta com a supervisão de um guia. Em média, a visita dura cerca de uma hora e o roteiro inclui os vestiários, sala de imprensa, túnel de acesso ao campo de futebol e o escudo do clube no gramado do Morumbi.
Em 2001, o local passou por uma grande reforma e, em 2004, foi rebatizado com o nome de Memorial Luiz Cássio dos Santos Werneck. 

## História

### Antecedentes
A primeira fase de vida do São Paulo Futebol Clube iniciou-se em 1930, com sua formação a partir da junção de dois clubes de futebol, o Club Athlético Paulistano e Associação Athlética das Palmeiras. Durante esse período, a sua sede era localizada na Chácara da Floresta, às margens do Rio Tietê e era composta por um pequeno estádio com capacidade estimada para 15 mil pessoas. Porém, por motivos de política, a diretoria optou por fundir-se com o Clube de Regatas Tietê e não usar mais o nome do time de futebol.
A atitude não foi aceita por sócios e torcedores que se uniram e criaram o Clube Atlético São Paulo, que no futuro passou a ser chamado de  São Paulo Futebol Clube. Só foi possível a aquisição de um patrimônio (um campo na rua da Mooca) pela agremiação em 1938, por meio de mais uma fusão feita com o Clube Atlético Estudantes Paulista. Dessa forma, por não possuir uma sede social, itens como troféus e objetos de valor histórico pertencentes ao clube, acabaram tendo que ser divididos entre os conselheiros que os guardavam em suas próprias casas.

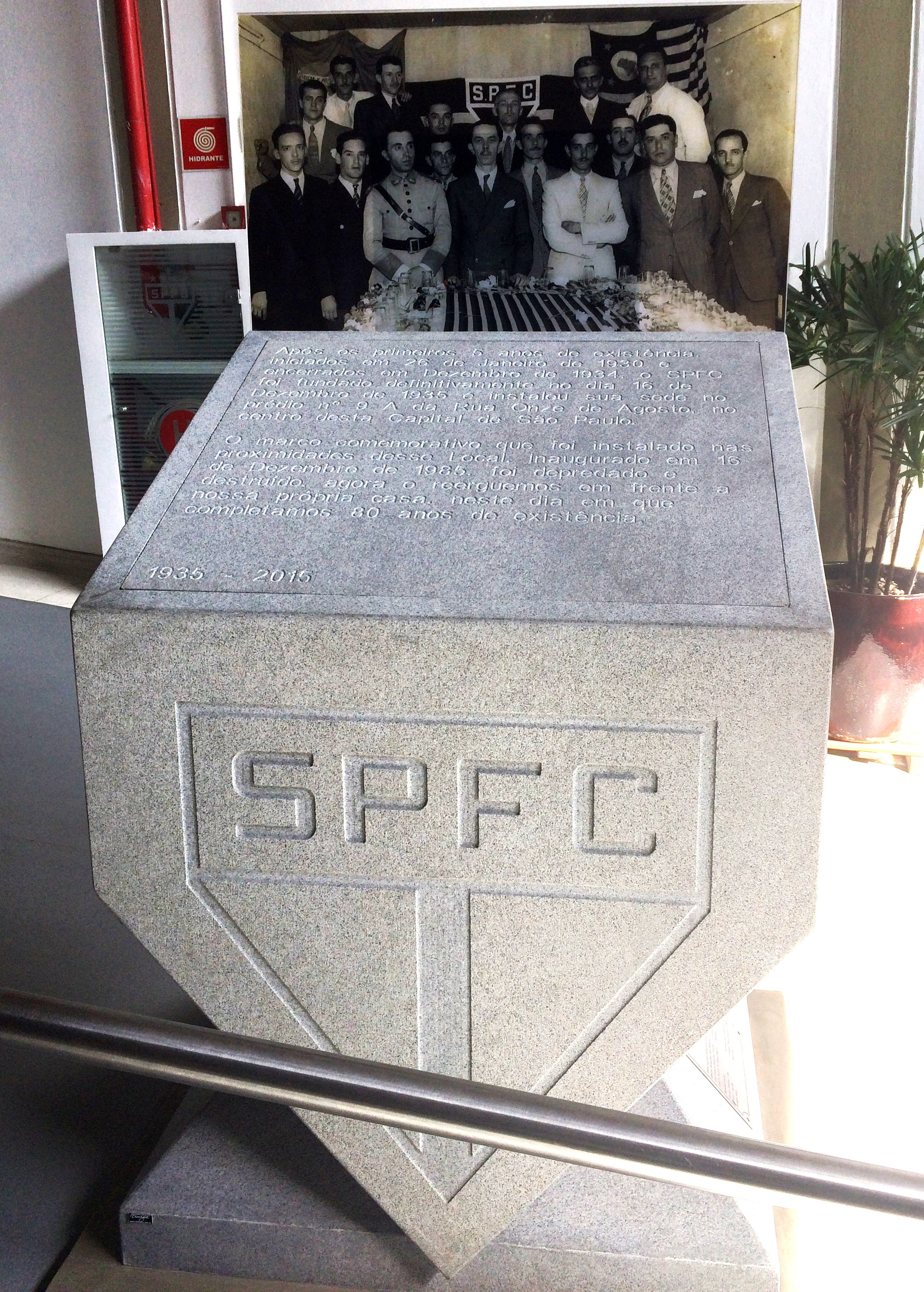
Marco comemorativo de fundação do clube na entrada do Memorial, no Estádio do Morumbi, em São Paulo

### As primeiras relíquias
Vicente Feola foi a primeira pessoa que se interessou em reunir todos os artefatos históricos do clube. O atleta foi jogador da Associação Atlética das Palmeiras e encerrou a sua rápida carreira no time Estudantes Paulistano. Já ano de 1938, tornou-se funcionário do São Paulo FC, e lá passou por diversos cargos, como roupeiro, técnico e diretor de futebol. Trabalhou dentro do clube por 37 anos, saindo apenas para treinar a Seleção Brasileira campeã do mundo em 1958 e o Club Atlético Boca Juniors, da Argentina.Feola tinha o costume de guardar recortes de jornais que continham matérias do São Paulo FC e, assim, se formou grande parte do acerto de arquivos atual do memorial.Vicente transmitiu o hábito à Agnelo Di Lorenzo, que passou a ser o responsável pelo arquivo do clube até 2007, ano de seu falecimento.

### Inauguração do Estádio
Em 2 de outubro de 1960 foi inaugurado, parcialmente, o Estádio Cicero Pompeu de Toledo (Morumbi) e a sede social do clube, depois de oito anos de construção. Assim, foi possível reunir todos os objetos relacionados aos torneios – de diversas modalidades - conquistados pelo time em um único local. 
O clube recebeu, como um jogo de inauguração do Morumbi, o Sporting Clube, de Portugal, para um amistoso. O jogo terminou 1 a 0 para o São Paulo FC, com mais de 56 mil pessoas nas arquibancadas.

### A construção do Memorial
Com a sequência de títulos do clube na década de 1990, surgiu a ideia de construir um memorial com a história do São Paulo Futebol Clube em 1993. No total, foram 14 conquistas, entre elas os renomados títulos de bicampeão da Taça Libertadores da América e do Campeonato Mundial de Clubes.

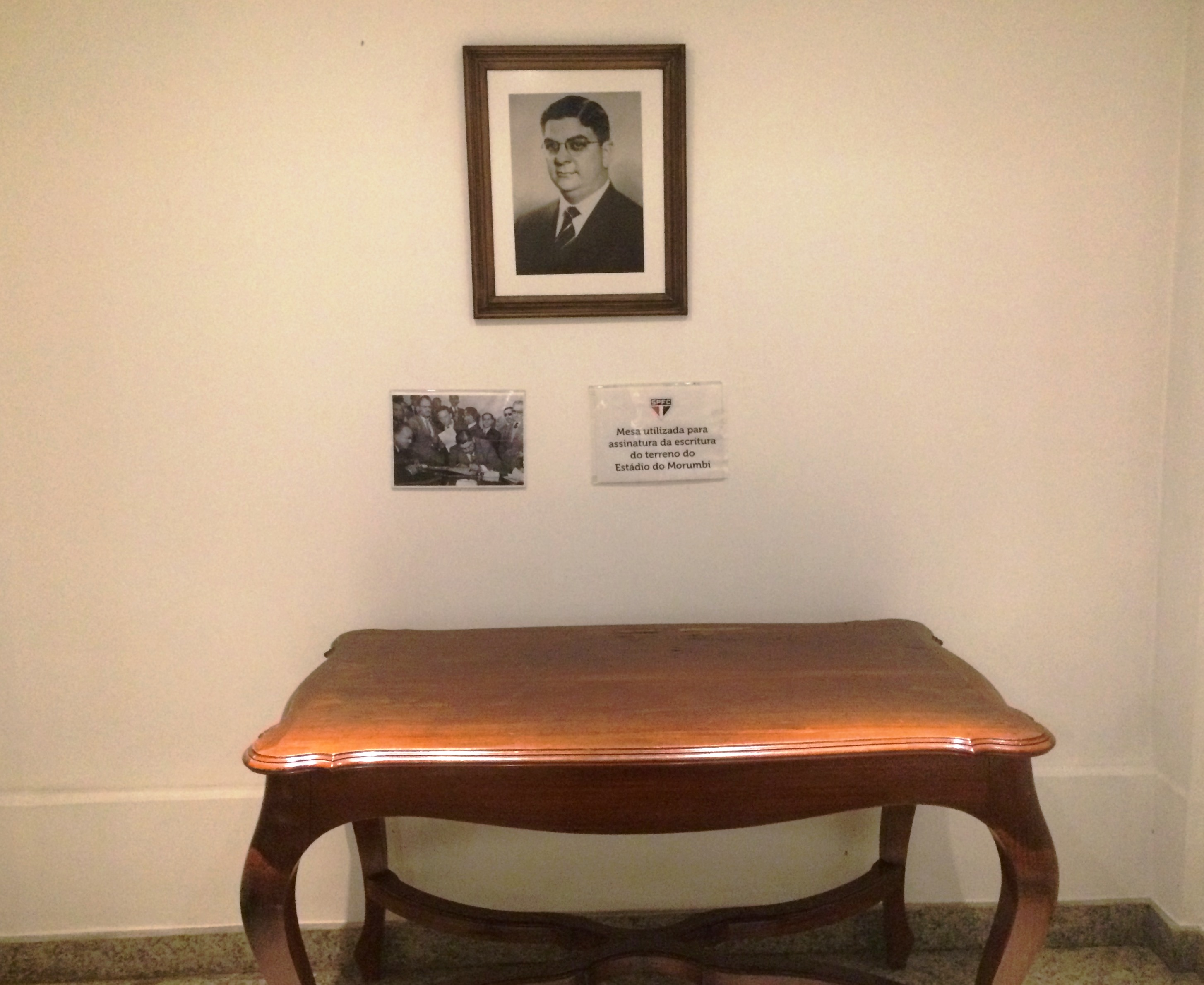
Exposição da mesa onde foi assinada a escritura do terreno do Estádio do Morumbi, no Memorial, em São Paulo

Em 28 de março de 1994, o presidente do clube na época José Eduardo Mesquita Pimenta inaugurou o memorial, após dez meses de planejamento, sendo considerado um dos primeiros centros de memória do país e o primeiro memorial de um clube de futebol brasileiro. 
Em 1998, o São Paulo FC expandiu o conceito do memorial para que atingisse, além dos torcedores do time, todos os admiradores do futebol brasileiro. O local abrigou exposições como "85 Anos de Leônidas da Silva", "Um Traço Tricolor" e "Adhemar Ferreira da Silva, o Atleta de Ouro". 
O empreendimento foi responsável por investir em tecnologias inovadoras para o futebol brasileiro. As estações multimídias instaladas no memorial possuíam 400 fotos, 20 minutos de vídeo e 750 páginas de texto. O trabalho de pesquisa para a construção levou meses e contou com o envolvimento de 80 pessoas sob a supervisão do Museu da Pessoa. 
Na época, foram investidos US$ 500.000,00, e a iniciativa teve patrocínio do Banco Bradesco. 

### As reformas e o novo nome
Em 2001, aconteceu a primeira reforma do Memorial do São Paulo FC, mas sem grandes reformulações, o estilo do local foi preservado.
Já no ano de 2004, foi realizada uma supervisão de comunicação. Então, o Conselho Deliberativo do São Paulo aprovou um novo nome ao local "Memorial Luiz Cássio dos Santos Werneck". A mudança ocorreu como uma homenagem ao advogado, conselheiro, diretor e ex-presidente do conselho, que faleceu no mesmo ano. Werneck também aparece como um dos idealizadores da construção do Estádio do Morumbi, ao lado de Cicero Pompeu de Toledo.

Após sucessivas reformulações, realizadas nos anos de 2008 e 2009, muitos dos módulos inovadores e funções apresentadas na inauguração do local não existem mais, como os postos multimídias de tecnologia digital e uma sala de cinema, responsável por exibir aos visitantes os gols e vitórias do São Paulo FC. 

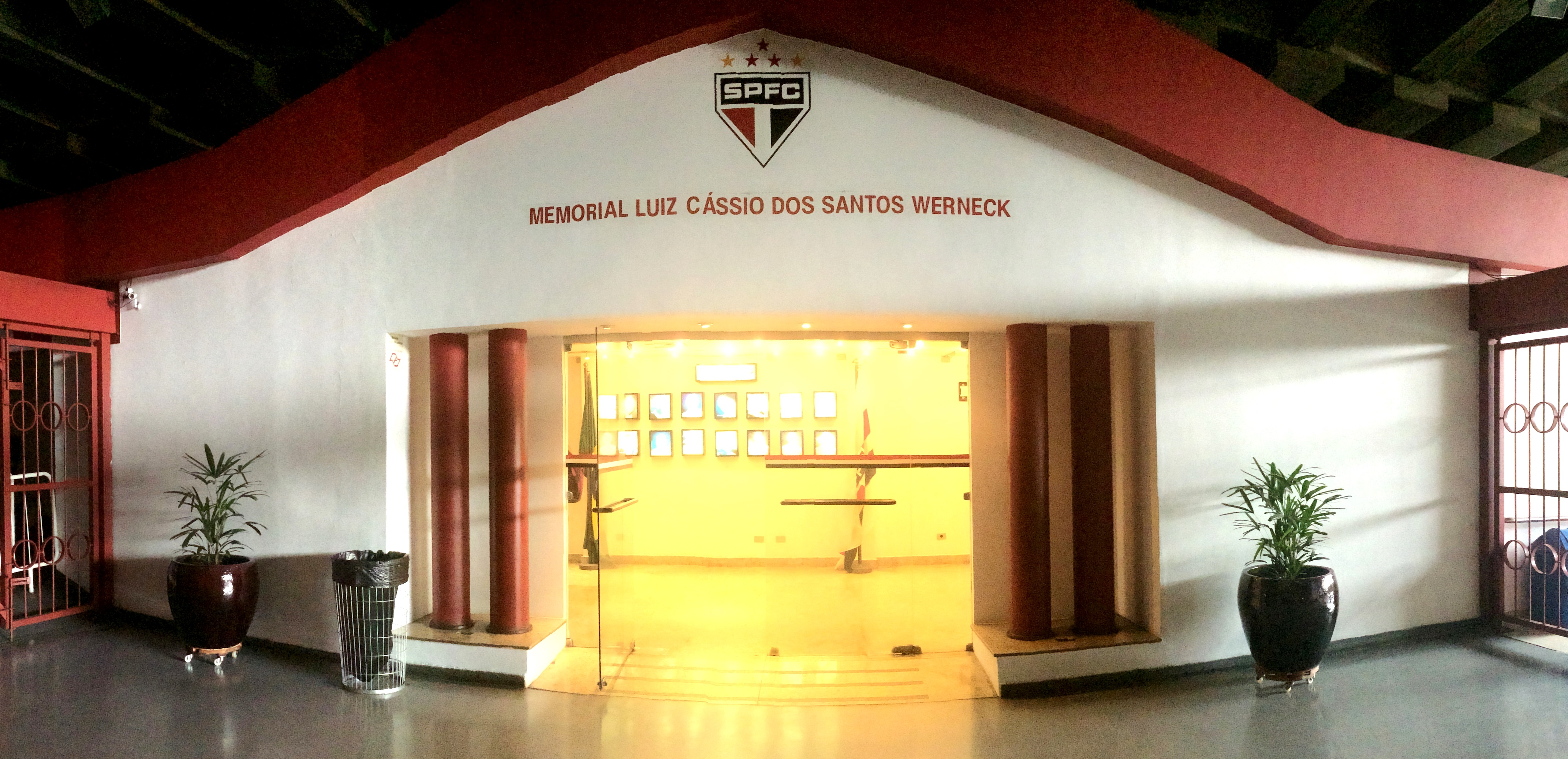
Entrada do Memorial, no Estádio do Morumbi, em São Paulo

## Arquitetura

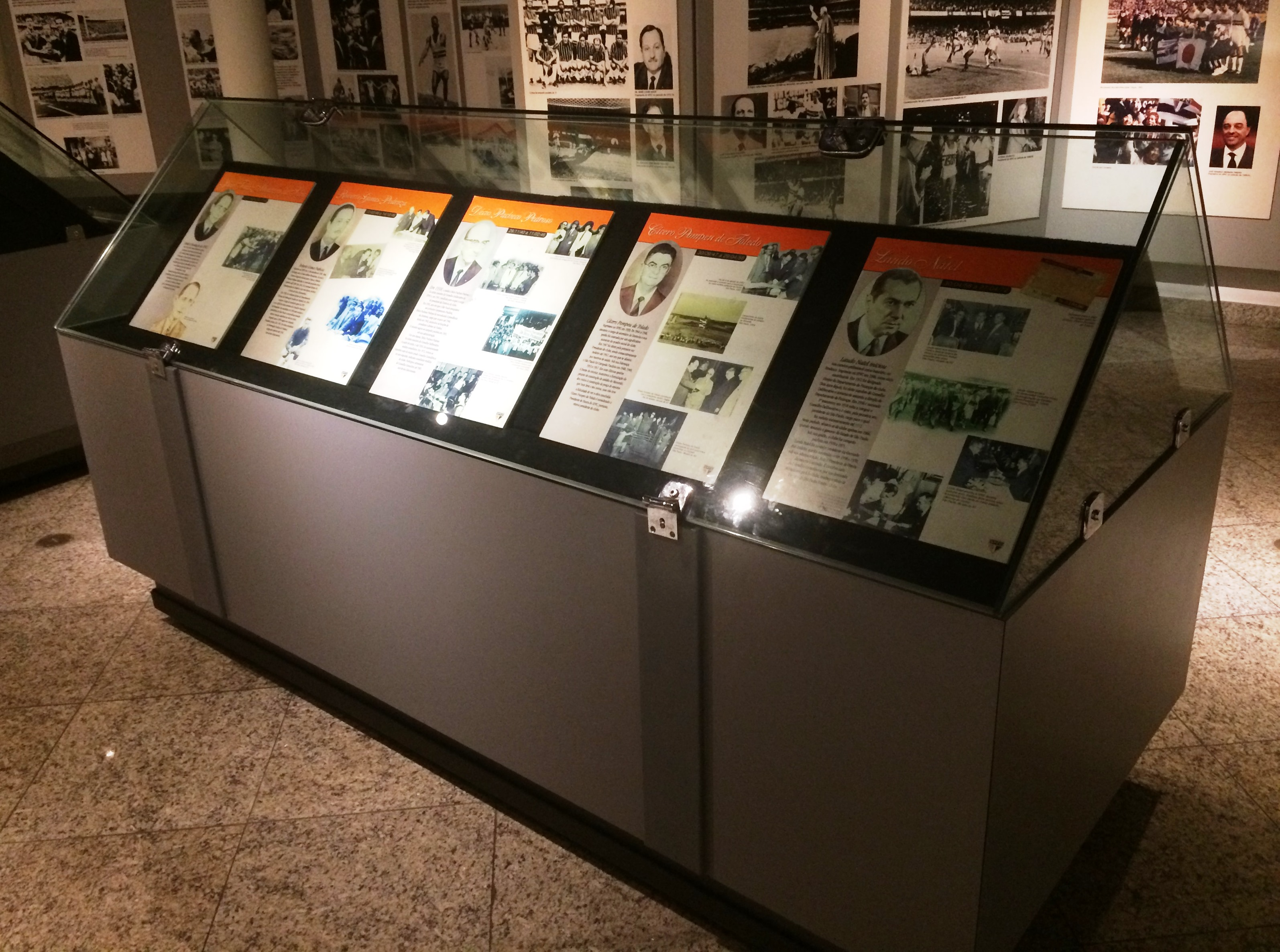
Vitrine com a história de presidentes do clube no Memorial, no Estádio do Morumbi, em São Paulo

A fachada original da entrada do Memorial do São Paulo FC era inspirada em elementos estéticos gregos, composta por um frontão clássico simples na cor branca com dois conjuntos laterais de duas meias-colunas vermelhas cada, além do símbolo do clube com a inscrição da palavra "Memorial". Esse conjunto de características, que foram inspiradas na arquitetura clássica, passou a imagem de templo ao memorial. Entretanto, ao longo dos anos, a fachada foi modificada.
Atualmente, o memorial localiza-se em frente à entrada da Tribuna de Honra do Estádio Cicero Pompeu de Toledo (Morumbi) e abrange um espaço de cerca de 500 metros quadrados, divididos em dois andares. O local apresenta aos visitantes uma seleção de cerca de três mil troféus conquistados pelo clube.

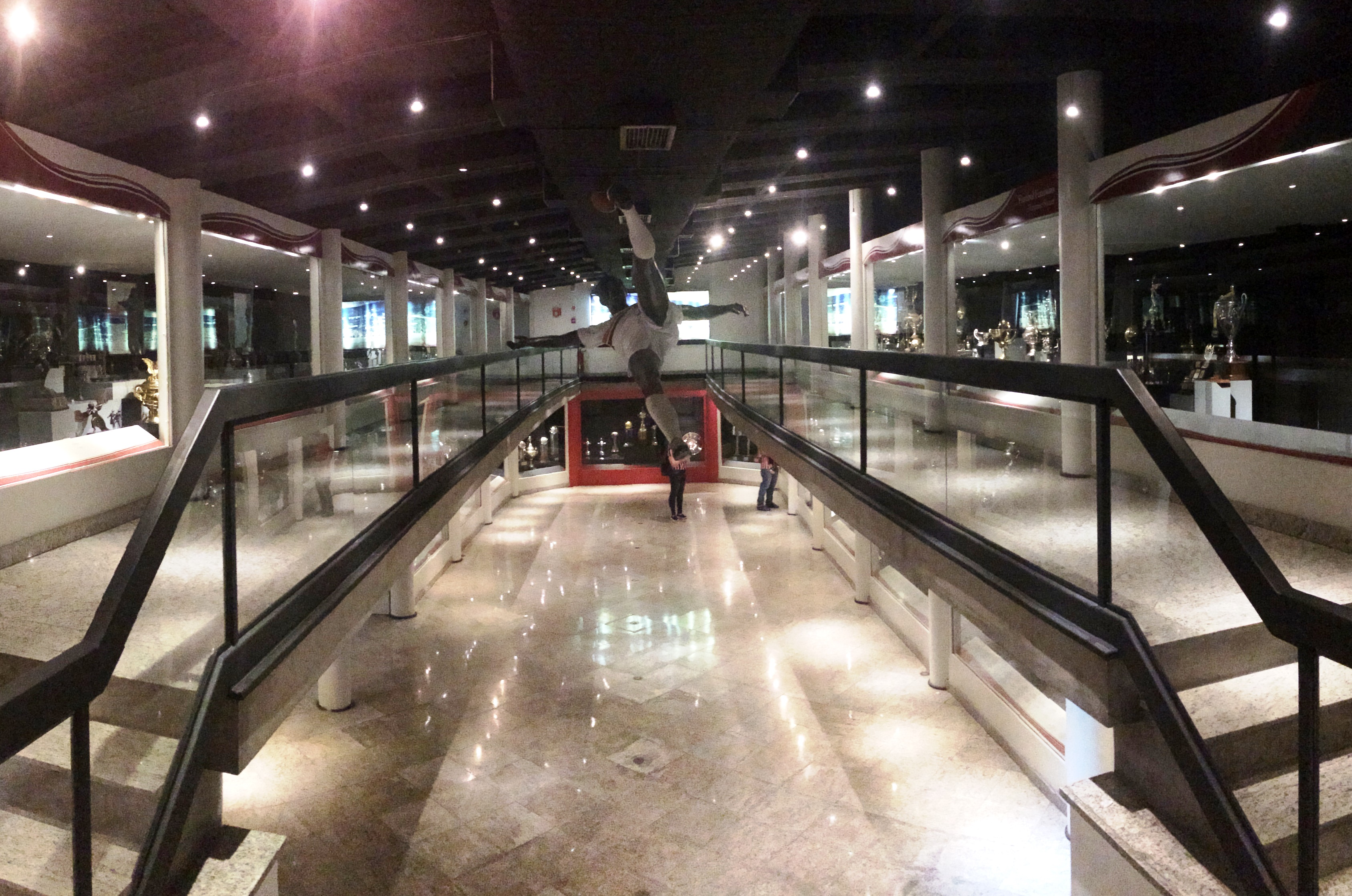
O boneco do jogador Leônidas da Silva no centro do Memorial, no Estádio do Morumbi, em São Paulo

Diversas vitrines com molduras vermelhas, iluminação especial e legendas explicativas compõem a entrada e toda a extensão do piso térreo. Dentro dessas vitrines estão expostas conquistas do time principal e das categorias de base com medalhas, troféus, luvas, quadros com fotos dos jogadores e visitas ilustres ao estádio. As paredes brancas e o piso cinza do local destacam as vitrines que utilizam o vermelho, branco e preto (cores do escudo do time). Já o interior delas, com fundo preto, é responsável por realçar as grandes taças e objetos, apoiados em cubos cinza. As legendas das vitrines estão em serigrafia sob uma placa de madeira em dois idiomas: português e inglês.
No segundo andar, o local conta com grandes painéis de conteúdo textual e registros fotográficos que narram a trajetória do time. Além de vitrines com objetos históricos de diversas modalidades, como: futebol de salão, futebol feminino, atletismo, basquete e natação. Além de objetos históricos como a camisa original de Friedenreich, as luvas e os cinturões de campeão de Eder Jofre e as sapatilhas usadas por Adhemar Ferreira da Silva nas Olimpíadas de Helsinque, no ano de 1952. Ao fundo do corredor há uma grande foto aérea, com mais de um metro de altura, do Estádio do Morumbi. 
No centro do memorial, próximo as escada de acesso ao segundo andar, encontra-se uma estátua - em tamanho natural - vestindo o uniforme do São Paulo FC. Essa é uma homenagem ao jogador e ídolo do clube Leônidas da Silva. A escultura foi feita para representar a famosa "bicicleta" que consagrou Leônidas. O modelo é retratado com o corpo esticado no ar, os braços abertos, a perna direita dobrada para baixo, a perna esquerda do chute está esticada para cima e na ponta de seu pé a bola a ser chutada. O boneco do jogador não é a peça original, que foi feita e exibida na época da inauguração do memorial, esta caiu e se quebrou. Por conta disso, a diretoria do clube teve de encomendar uma nova, que dessa vez contou com a autoria dos artesãos da Escola de Samba Sociedade Rosas de Ouro, do bairro do Limão, em São Paulo.

## Acervo
Em meio a todos os objetos que compõe o memorial, definitivamente aqueles de maior visibilidade são as taças e troféus conquistados pelo clube. Porém, preenchendo as salas do memorial é possível encontrar uma variedade de medalhas, bandejas, placas, cartazes, flâmulas, além de diversos objetos distintos pertencentes a modalidades esportivas que fazem referência a história do São Paulo FC.

### Entrada

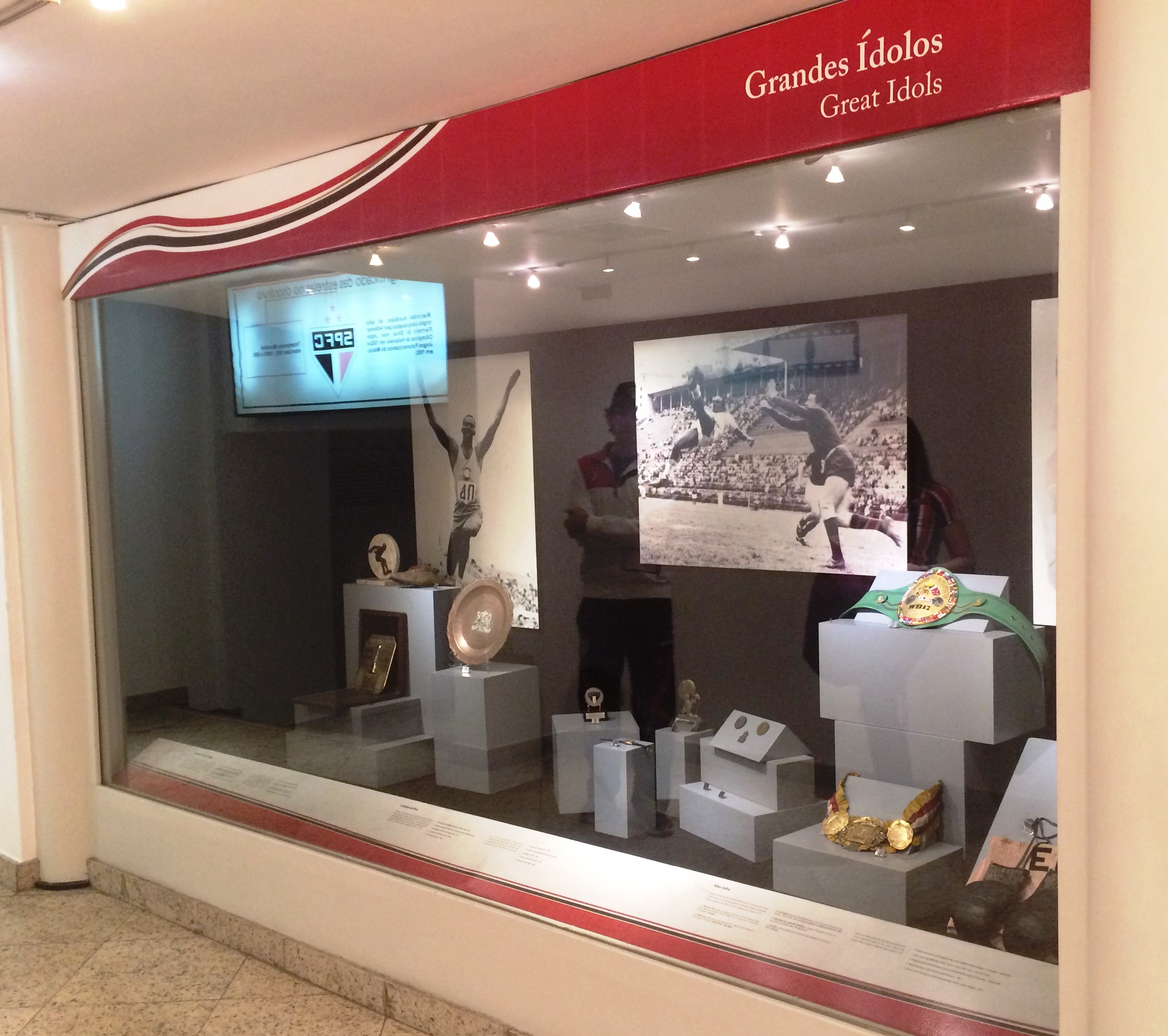
Vitrine de exposição das conquistas dos maiores ídolos do clube

Os itens do vasto acervo começam a se apresentar logo no hall de entrada do memorial. Logo em frente é possível encontrar a galeria nomeada por “Campeões Mundiais da Seleção Brasileira”, nela são encontrados diversos retratos em preto e branco dos ídolos: Mauro Ramos, De Sordi, Dino Sani, Jurandir, Bellini, Gérson, Müller, Cafu, Leonardo, Zetti, Belletti, Rogério Ceni, Kaká e Vicente Freola. Já do lado esquerdo dessa galeria está localizada uma vitrine contendo as taças dos torneios mais expressivos conquistados pelo time principal. São eles: o Campeonato Paulista (2005), um dos maiores troféus em tamanho exposto no memorial; os Campeonatos Brasileiros (2006, 2007 e 2008); a réplica oficial do taça do Mundial Interclubes (2005); o prato prateado entregue pela Toyota ao vencedor da Taça Libertadores da América (2005); as três réplicas, diminuídas, da Taça Caixa Econômica Federal, popularmente chamada de “Taça das Bolinhas” , que juntas representam os Campeonatos Brasileiros de 1977, 1986 e 1991.
Uma das vitrines exibem também diversas flâmulas de times estrangeiros recebidas antes dos jogos (oficiais ou amistosos) em países das Américas, da Europa e também da Ásia (China e Japão).
No corredor de entrada do memorial existem, ainda, sete placas feitas de bronze, criadas em homenagem a marcos importantes na trajetória do São Paulo FC. São eles: a inauguração do memorial (1994); a renomeação do memorial (2004); a visita do Papa João Paulo II (1980), a visita do casal imperial do Japão (1997), a visita do presidente da Armênia (2002) e por fim a visita de dois presidentes da Federação Internacional de Futebol (FIFA) (em 1997 e 2002). 

### Túnel de passagem

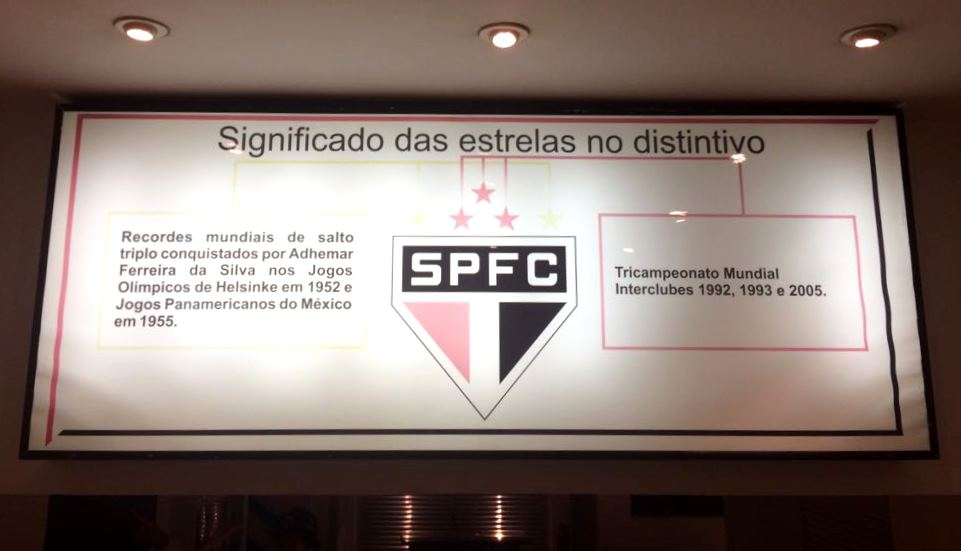
Placa no corredor de entrada do memorial, com o significado das estrelas no distintivo do clube

Interligando o hall de entrada e o salão principal do memorial, temos o túnel de passagem, que abriga um painel de luz nomeado por “Significado das estrelas no distintivo do time”. Nesse painel encontra-se a explicação de que as duas estrelas douradas do distintivo do São Paulo FC representam as conquistas de Adhemar Ferreira da Silva e as três estrelas vermelhas simbolizam os títulos mundiais ganhos pelo clube nos anos de 1992,1993 e 2005.
Ainda na passagem são apresentadas duas placas feitas de bronze, da fundação (em 1930) e re-fundação (em 1935) do São Paulo FC, com os nomes dos integrantes da primeira diretoria e dos fundadores e sócio-fundadores.

### Salão Principal
O Salão principal do memorial é subdividido em duas grandes galerias, ambas são nomeadas por premiações diversas. Primeiro, do lado direito, são exibidas cerca de cinquenta taças sendo elas conquistadas em Campeonatos Paulista de Futebol  e em torneios amistosos envolvendo times do exterior. Alguns exemplos desses troféus são: o Troféu Colombino, o Troféu Teresa Herrera e o Troféu Ramón de Catranza. Como plano de fundo para essas taças, estão onze fotos que retratam a formação do time paulista em diferentes épocas de sua trajetória.
Já do lado esquerdo do salão, estão expostas mais taças, quadros e pratos relativos a triunfos do time, porém o que mais se destaca nessa galeria são as duas grandes placas que representam e homenageiam a inauguração parcial do Estádio do Morumbi. Uma delas foi dada pelo time que jogou como adversário do São Paulo no evento, o Sporting Club de Portugal e a outra pela Associação dos Cronistas do Estado de São Paulo. 
Em outra sala, localizada ao lado direito do painel, existem nove suportes para taças, seu formato é cilíndrico e são feitos de acrílico e metal. Os suportes tem a serventia de exibir as réplicas das Taças Libertadores dos anos de 1992 e 1993 e os troféus conquistados nas Recopas Sul Americanas de 1993 e 1994. Em frente a galeria estão duas vitrines, uma delas está desativada e vazia, já a outra é destinada a expor as conquistas de torneios disputados pelas categorias de base do São Paulo FC. A sala ainda possui uma espécie de depósito que abriga cerca de treze mil troféus. 

### Mezanino
O acesso ao segundo andar é feito por meio de uma escada e do lado direito da sala, estava localizado o antigo cinema do memorial. Na época em que o local foi inaugurado, ele apresentava os gols históricos do time principal, mas foi desativado em uma das reformas.
O mezanino, com um formato de "U" e o vão central aberto, exibe a exposição "São Paulo Futebol Clube: uma paixão em três cores", formada por 25 painéis de luzes fixados nas paredes que narram a trajetória do clube. Alguns dos principais assuntos abordados nesses painéis são: a chegada de Charles Miller ao Brasil, a fundação do Paulistano e da A.A. das Palmeiras, a fundação e a refundação do São Paulo FC, a chegada de Leônidas da Silva ao clube, a inauguração do Estádio do Morumbi, a conquista da Taça Libertadores e do Mundial de Interclubes.
No vão central do segundo andar, estão localizadas duas bancadas pretas - protegidas por caixas de vidro - que englobam fotos e biografias dos presidentes do São Paulo FC. Próximo a exposição está o Troféu Brasil de Atletismo, conquistado de forma definitiva pelo clube em 1951, após a sexta vitória na principal competição nacional de atletismo.
As vitrines do segundo andar são temáticas e divididas por modalidades esportivas: natação, judô, boxe, atletismo, bocha, basquete, esgrima, futebol de salão, futebol feminino, futebol de base, hóquei sobre patins, ginástica, patinação, rúgbi, tênis e voleibol.  Além delas, existem duas vitrines compostas por diversos tipos de objetos como: bolas autografadas, uma caravela feita por um presidiário, copos utilizados na inauguração do Estádio e uma foto emoldurada do grupo de refundadores do São Paulo FC.

## Estado Atual
O memorial está conservado atualmente e as taças, troféus, placas, bandejas, flâmulas, medalhas e fotografias em exposição, estão em ótimo estado de conservação.
O São Paulo Futebol Clube tem um grande projeto de reforma e modernização do Estádio do Morumbi. A proposta inclui a ampliação de diversas áreas sociais do clube, entre elas, uma nova reforma de modernização do memorial com um setor de arquivo histórico renovado.

## Galeria de imagens

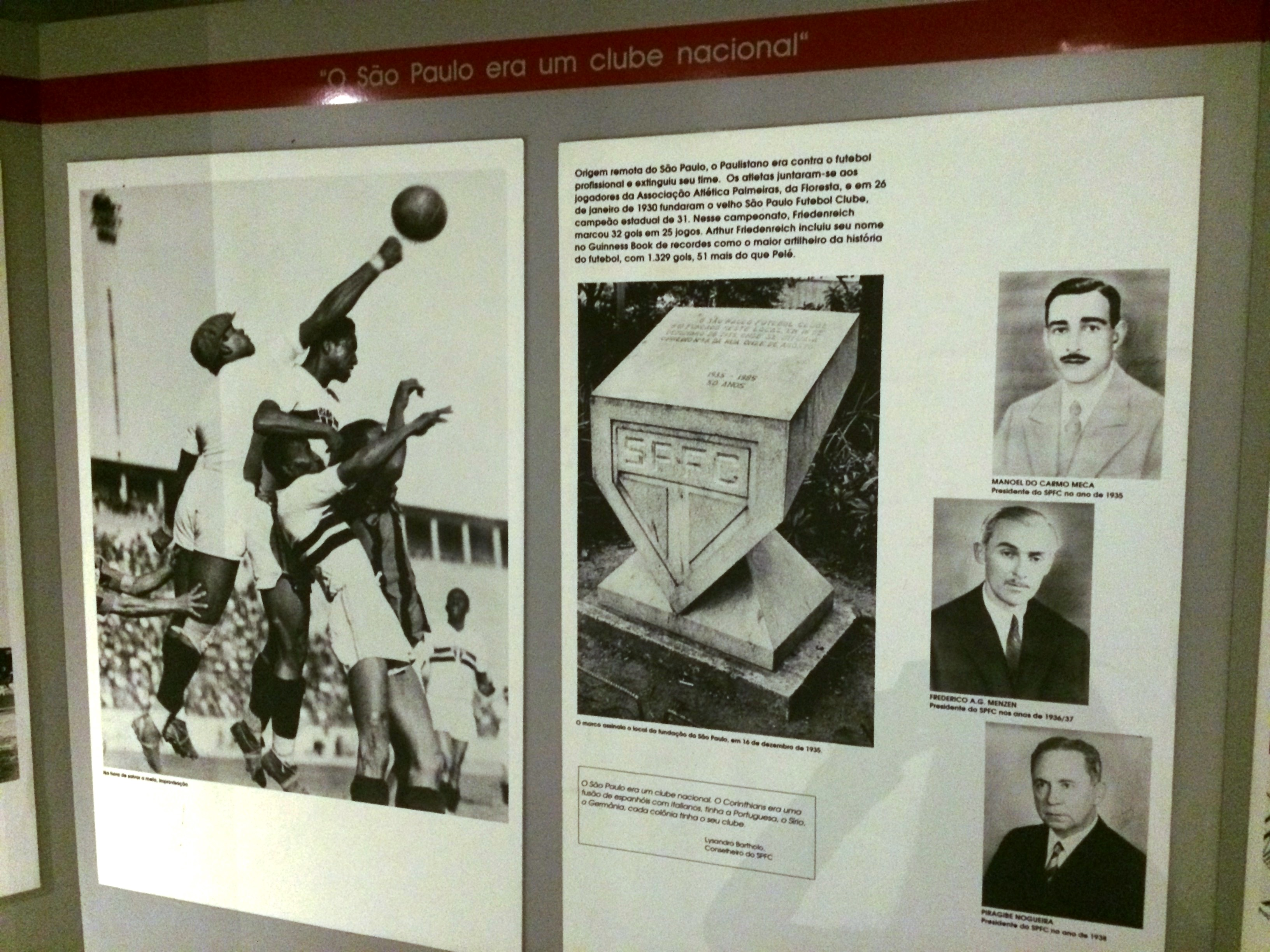
Painel que conta a história do clube no Memorial do São Paulo
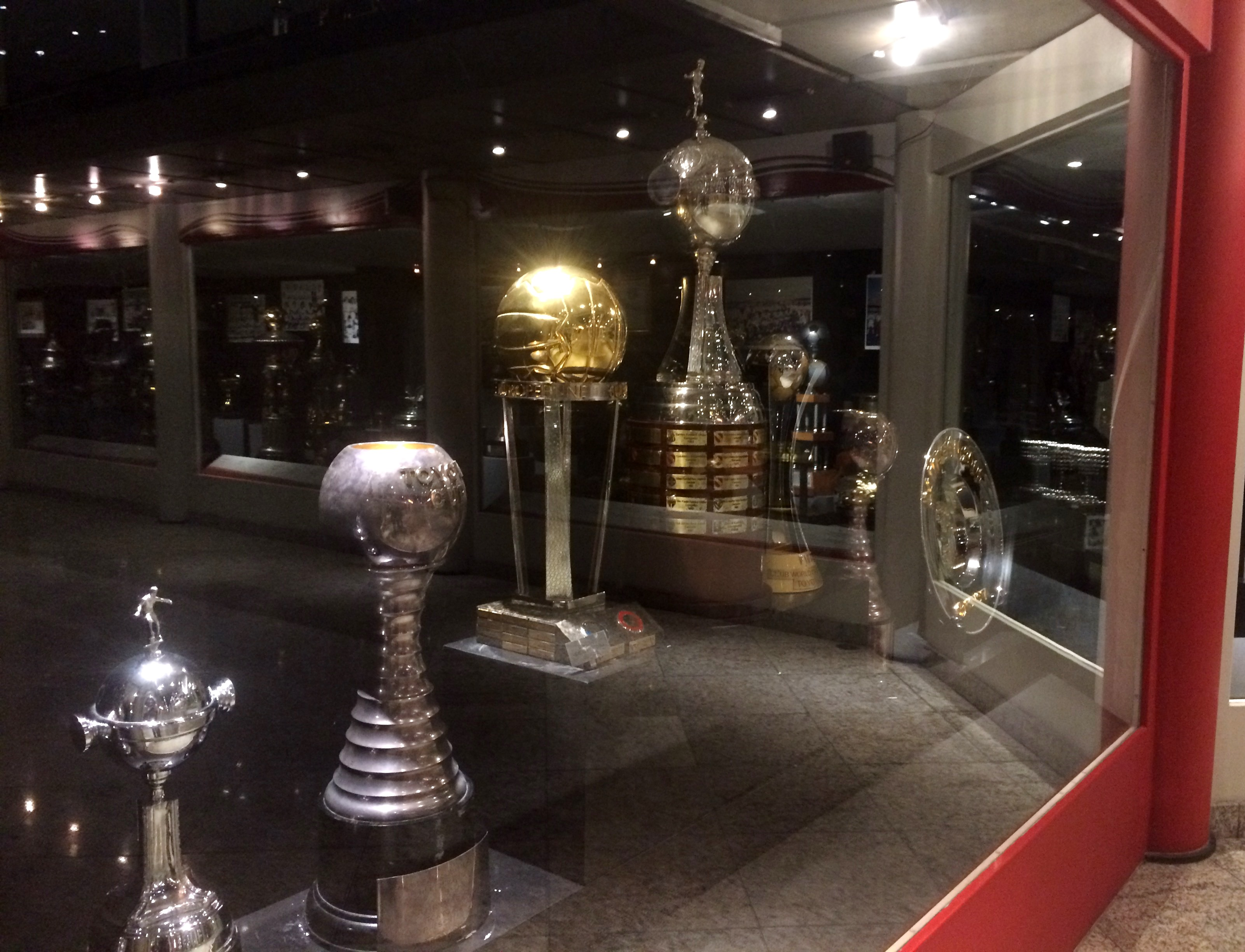
Vitrine com as principais taças conquistadas pelo clube, como da Libertadores da América e Mundial de Clubes
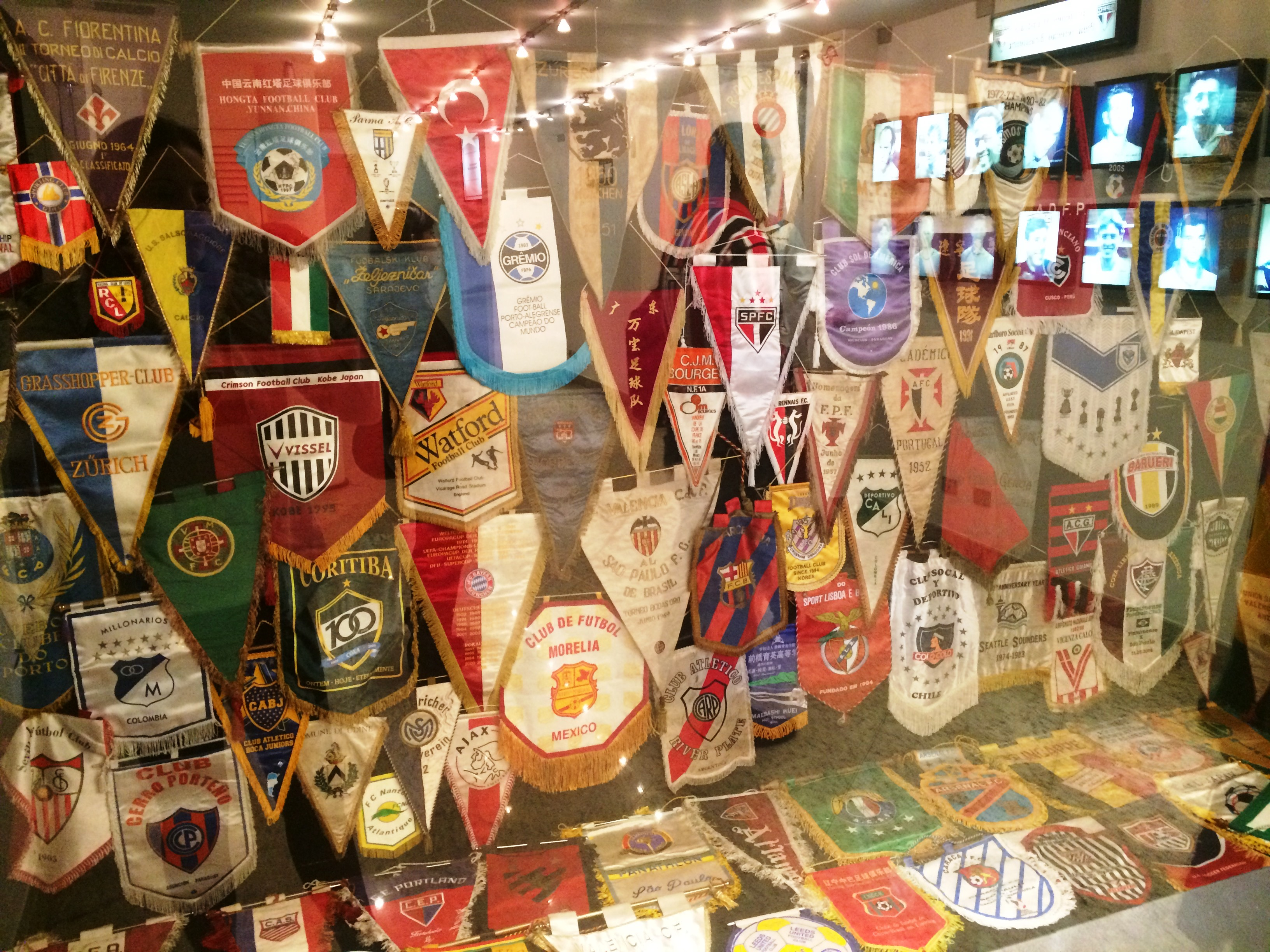
Vitrine com parte da coleção de flâmulas trocadas antes das partidas
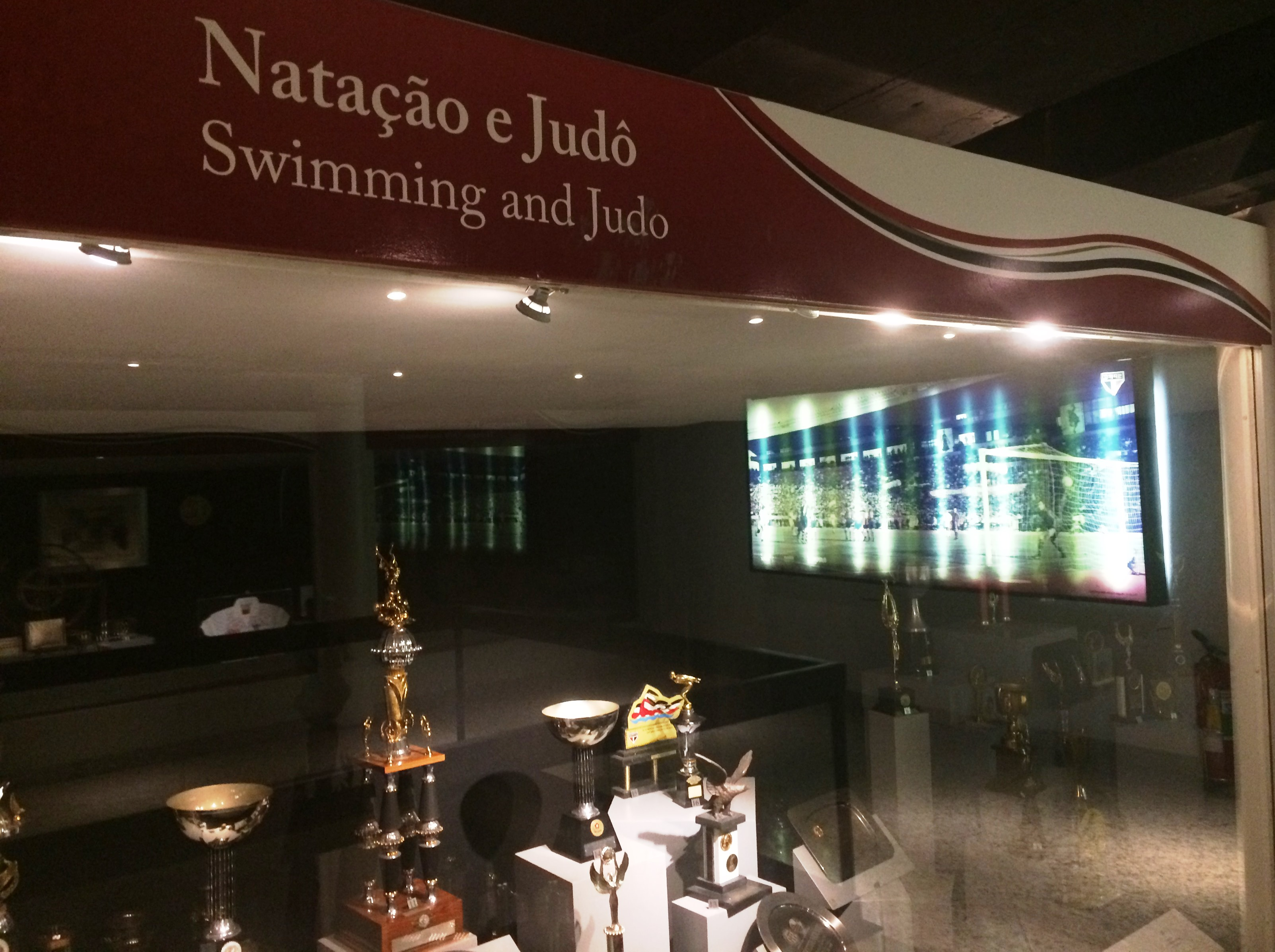
Vitrine com as conquistas do time de Natação e Judô no Memorial
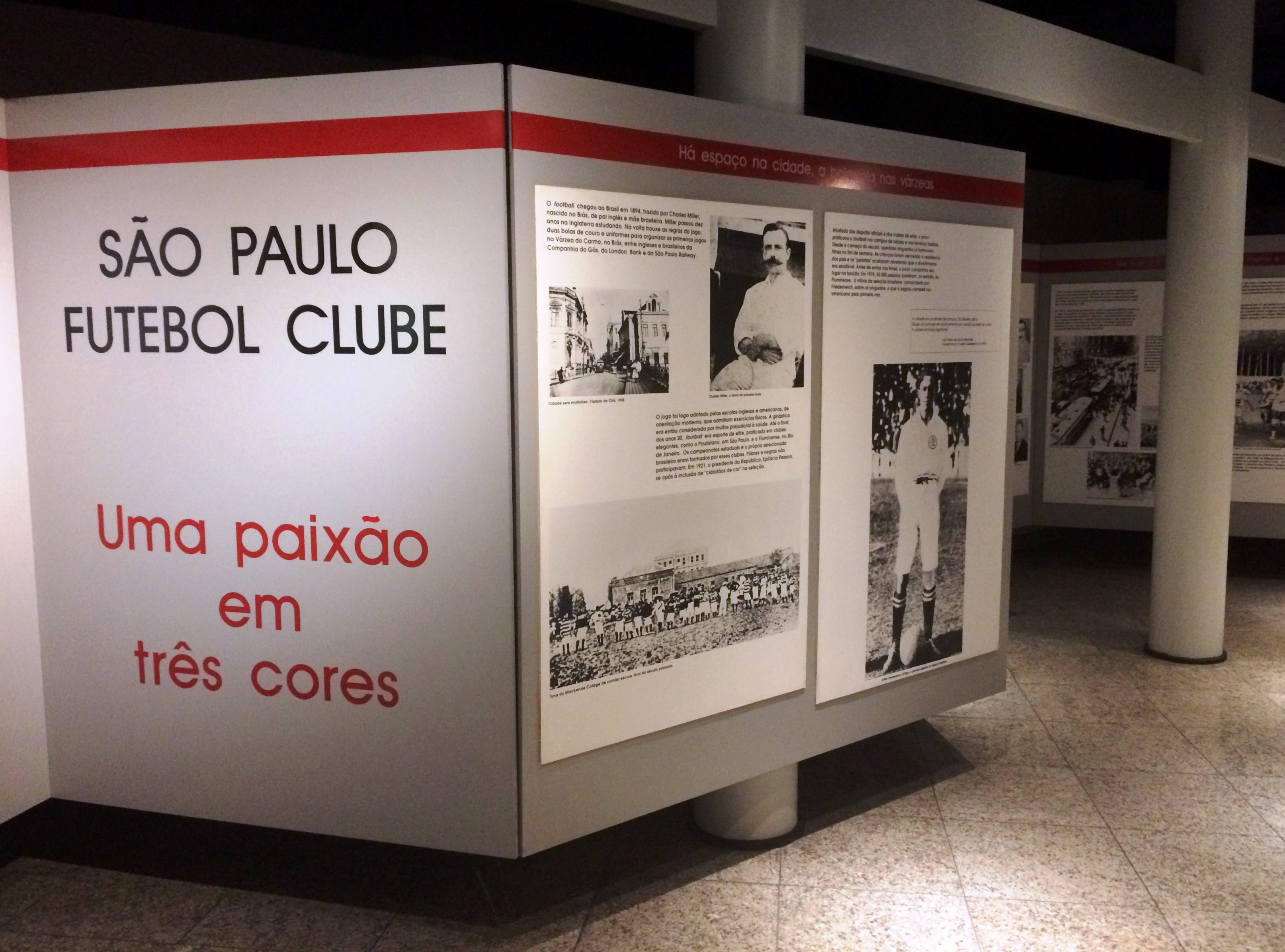
Painel que conta a história do clube, no segundo andar do Memorial
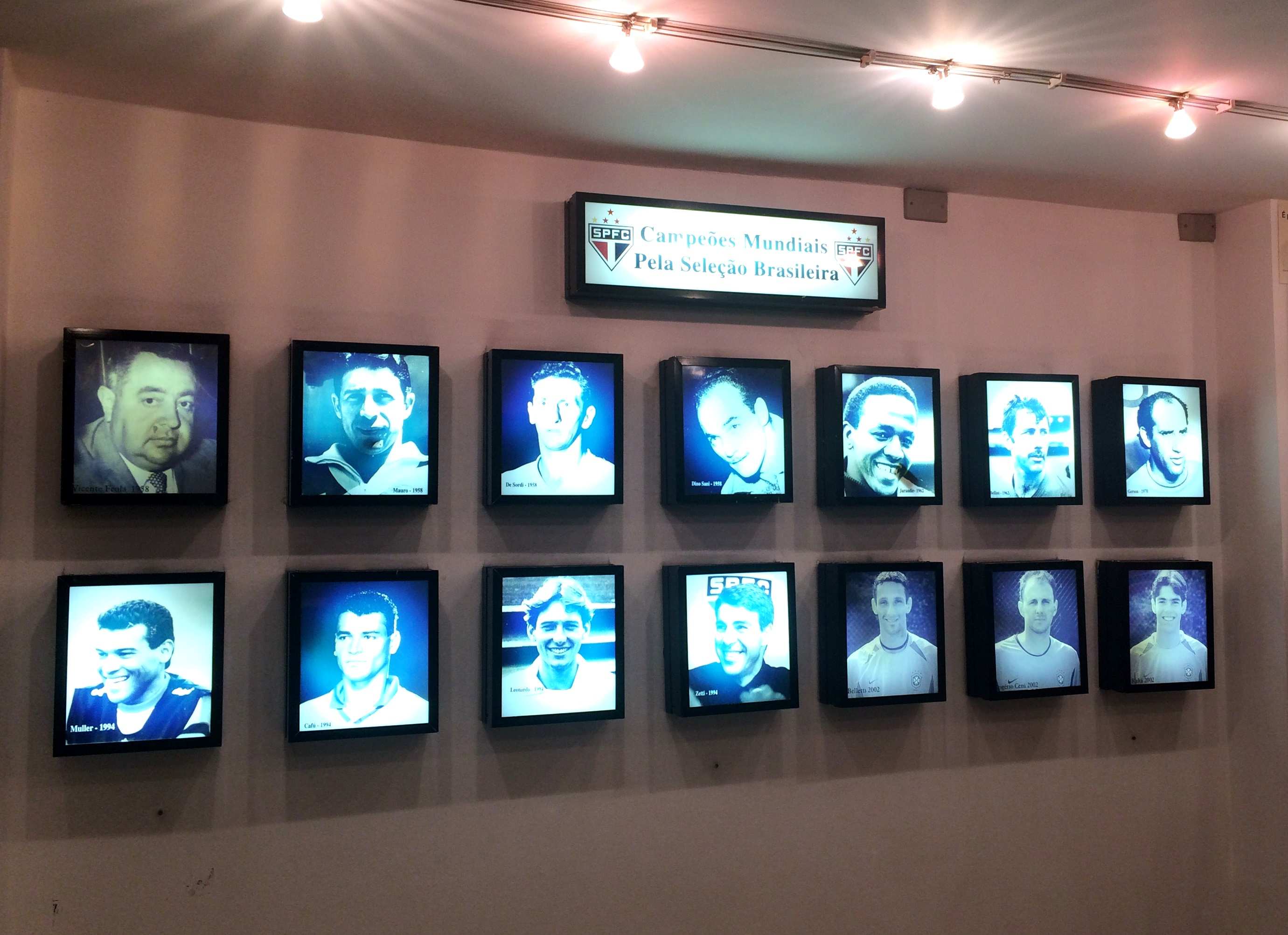
Placa com os jogadores do clube que foram campeões com a Seleção Brasileira de Futebol
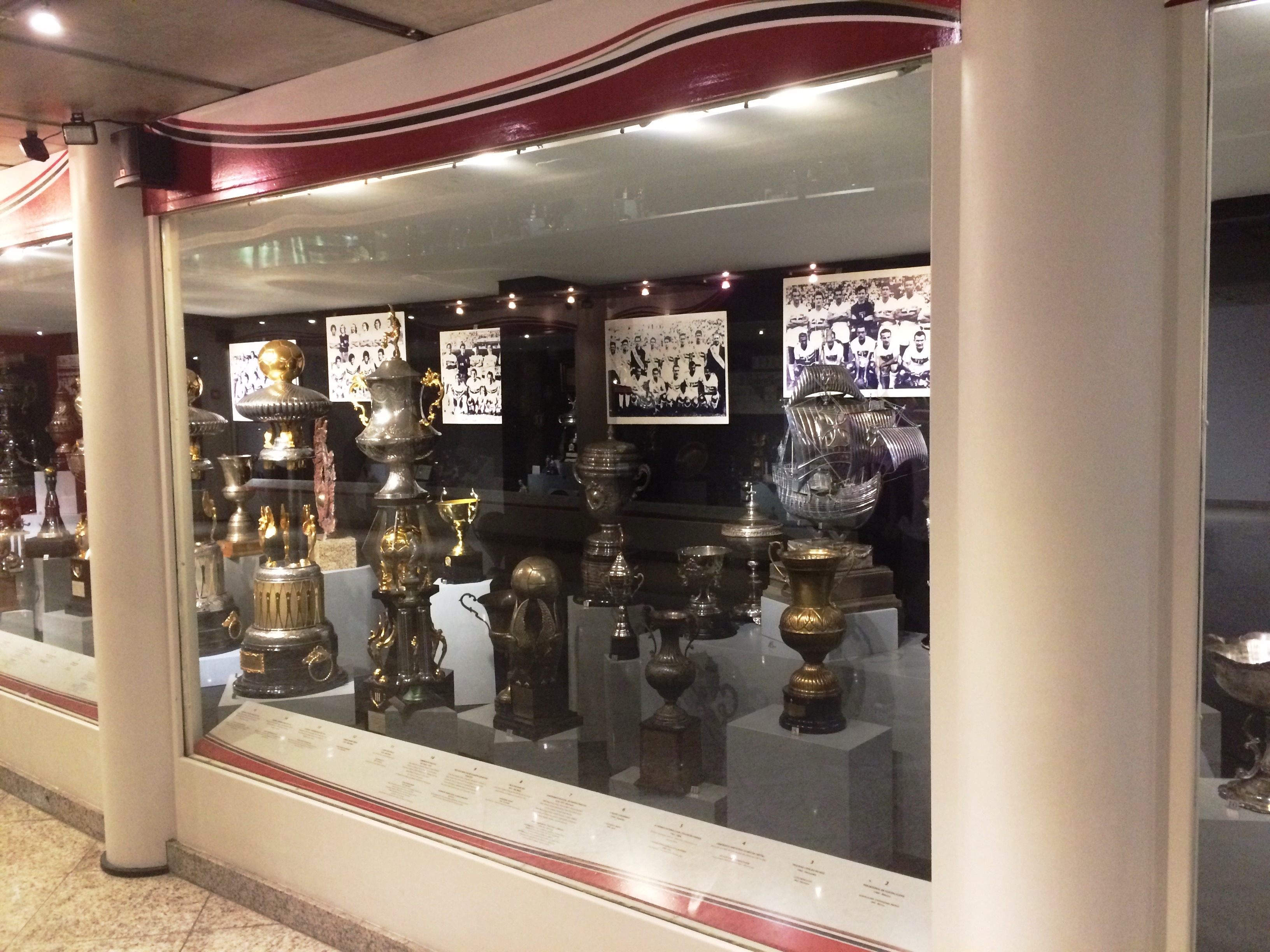
Vitrine com troféus do time de futebol do São Paulo